# Não Me Deixes Desistir
Não Me Deixes Desistir é o segundo álbum ao vivo de Ana Nóbrega, gravado na Igreja Apostólica Unidade em Cristo, no Rio de Janeiro em 2014 e lançado em 2015. Produzido por Wagner Borba, o trabalho é o primeiro da artista após sair da banda Diante do Trono. A gravação conteve a participação do vocalista do Trazendo a Arca, Luiz Arcanjo, além dos cantores Arieta Magrini, Roberta Izabel e Tião Batista nos arranjos vocais e em solos.

## Faixas
| CD  |                                                                                |         |  |
| N.º | Título                                                                         | Duração |  |
| 1.  | "Deus Igual a Ti"                                                              | 5:24    |  |
| 2.  | "Desperta (Wake)"                                                              | 4:35    |  |
| 3.  | "O Melhor de Mim"                                                              | 6:19    |  |
| 4.  | "Eu Navegarei"                                                                 | 5:55    |  |
| 5.  | "Senhor, Desperta-Me" (participação de Trazendo a Arca)                        | 5:07    |  |
| 6.  | "Lindo (Beautiful)"                                                            | 5:35    |  |
| 7.  | "Oceanos (Onde Meus Pés Podem Falhar) [Oceans (Where Feet May Fail)]"          | 8:16    |  |
| 8.  | "Teu Amor"                                                                     | 4:48    |  |
| 9.  | "O Único" (solo de Arieta Magrini)                                             | 5:13    |  |
| 10. | "Vinde a Mim"                                                                  | 4:59    |  |
| 11. | "Não Me Deixes Desistir"                                                       | 5:09    |  |
| 12. | "Quanto a Mim" (participação de Arieta Magrini, Roberta Izabel e Tião Batista) | 5:16    |  |
| 13. | "Autor da Minha Fé"                                                            | 4:23    |  |
| 14. | "Eu Vou Adorar"                                                                | 4:10    |  |

DVD
1. Deus Igual A Ti
2. Desperta (Wake)
3. O Melhor de Mim
4. Eu Navegarei
5. Eu Navegarei (Espontâneo)
6. Senhor, Desperta-me - (Participação Especial: Trazendo a Arca)
7. Ministração (Luiz Arcanjo)
8. Senhor, Desperta-me (Espontâneo)
9. Lindo
10. Onde Meus Pés Podem Falhar
11. Teu Amor
12. Teu Amor (Espontâneo)
13. O Único
14. Vinde A Mim
15. Não Me Deixes Desistir
16. Não Me Deixes Desistir (Espontâneo)
17. Quanto A Mim
18. Autor Da Minha Fé
19. Eu Vou Adorar
20. Glória
21. Nada Temerei
22. Porque Estás Comigo